# الكلام الموجه
الكلام المشفوع هو نظام بصري للتواصل يُستخدم مع ومن قبل الأشخاص الصم أو ضعاف السمع. وهو نظام قائم على الفونيمات يجعل اللغات المنطوقة التقليدية متاحة باستخدام عدد قليل من أشكال اليد، المعروفة باسم "إشارات" (تمثل الحروف الصامتة)، في مواقع مختلفة بالقرب من الفم (تمثل الحروف الصوتية) لنقل اللغة المنطوقة بشكل بصري. وتُعرِّف الجمعية الوطنية للكلام المشفوع الكلام المشفوع بأنه "أسلوب بصري للتواصل يستخدم أشكالاً ووضعيات يدوية بالتزامن مع حركات الفم والكلام لجعل الفونيمات في اللغة المنطوقة متميزة بصرياً عن بعضها البعض." فهو يضيف معلومات حول الفونولوجيا الخاصة بالكلمة والتي لا يمكن رؤيتها على الشفاه. وهذا يُتيح للأشخاص الذين لديهم صعوبات في السمع أو اللغة إمكانية الوصول بصرياً إلى الخصائص الأساسية للغة. ويُستخدم الآن مع أشخاص لديهم احتياجات متنوعة في اللغة والكلام والتواصل والتعلّم. وهو ليس لغة إشارة مثل لغة الإشارة الأمريكية (آي إس إل)، التي تُعد لغة مستقلة عن اللغة الإنجليزية. يُعتبر الكلام المشفوع شكلاً من أشكال التواصل، ولكنه يمكن أن يُستخدم كاستراتيجية لدعم التأهيل السمعي، ونطق الكلام، وتطوير مهارات القراءة والكتابة.

## تاريخ
تم اختراع الكلام المشفوع سنة 1966 من قِبل آر. أورِن كورنيت في كلية غالوديت في واشنطن العاصمة. بعد أن اكتشف أن الأطفال ذوي الإعاقات السمعية العميقة والمبكرة غالباً ما يعانون من ضعف في فهم المقروء، طوّر هذا النظام بهدف تحسين قدراتهم القرائية من خلال فهم أفضل للفونيمات في اللغة الإنجليزية. في ذلك الوقت، كان البعض يُجادل بأن الأطفال الصم يُحرزون درجات متدنية لأنهم يُضطرون لتعلم نظامين مختلفين: لغة الإشارة الأمريكية (آي إس إل) للتواصل بين الأشخاص، واللغة الإنجليزية للقراءة والكتابة. ونظراً لأن العديد من الأصوات تبدو متطابقة على الشفاه (مثل /p/ و/b/)، فإن الإشارات اليدوية تُدخل تبايناً بصرياً بديلاً عن التباين السمعي السابق. وقد يُساعد الكلام المشفوع أيضاً الأشخاص الذين يسمعون صوتاً غير مكتمل أو مشوهاً — ووفقاً للجمعية الوطنية للكلام المشفوع في cuedspeech.org، فإن "زرع القوقعة والكلام المشفوع شريكان مثاليان".
ولأن الكلام المشفوع يقوم على جعل الأصوات مرئية لضعاف السمع، فإنه ليس محصوراً على استخدامه في الدول الناطقة بالإنجليزية. وبسبب الحاجة لاستخدامه في لغات وبلدان أخرى، كان كورنيت قد قام بحلول عام 1994 بتكييف نظام الإشارات مع 25 لغة ولهجة أخرى. وقد تم تكييف النظام الذي صُمم في الأصل لتمثيل الإنجليزية الأمريكية إلى اللغة الفرنسية سنة 1977. واعتباراً من سنة 2005، تم تكييف الكلام المشفوع مع ما يقارب 60 لغة ولهجة، بما في ذلك ست لهجات من اللغة الإنجليزية. أما في اللغات النغمية مثل التايلاندية، فيُشار إلى النغمة من خلال ميل وحركة اليد. وبالنسبة للإنجليزية، يستخدم الكلام المشفوع ثمانية أشكال يدوية مختلفة وأربعة مواضع مختلفة حول الفم.

## الطبيعة والاستخدام
بالنسبة للشخص السامع، قد يبدو الكلام المشفوع مشابهاً للغة الإشارة، لكنه ليس لغة إشارة؛ كما أنه ليس نظام ترميز يدوي للغة منطوقة. بل هو طريقة يدوية للتواصل تُستخدم لتمثيل أي لغة على المستوى الفونولوجي (الصوتي).
تتكون الإشارة اليدوية في الكلام المشفوع من عنصرين: شكل اليد وموقع اليد بالنسبة للوجه. حيث يُميز شكل اليد الحروف الصامتة، بينما يُميز موقع اليد الحروف الصوتية. ويُشكّل شكل اليد مع موضعها (أي "الإشارة") إلى جانب شكل الفم المرافق وحدة "صامت-صوتي" أساسية - مقطعاً لفظياً أساسياً.
يُدرج موقع cuedspeech.org قائمة بـ 64 لهجة مختلفة تم تكييف الكلام المشفوع معها. ويتطلب اعتماد الكلام المشفوع في كل لغة مراجعة الفونيمات الخاصة بها لتحديد الفونيمات التي تبدو متشابهة عند النطق، والتي تحتاج بالتالي إلى إشارة يدوية لتمييزها.

## محو الأمية
يعتمد الكلام المشفوع على فرضية مفادها أنه إذا بدت جميع الأصوات في اللغة المنطوقة مختلفة بوضوح عن بعضها البعض على شفاه المتحدث، فإن الأشخاص الذين يعانون من فقدان السمع سيتعلمون اللغة بطريقة مشابهة جداً للأشخاص السامعين، ولكن من خلال البصر بدلاً من السمع.
القدرة على القراءة والكتابة هي القدرة على القراءة والكتابة بطلاقة، مما يسمح للفرد بفهم الأفكار والتواصل بها للمشاركة في مجتمع قائم على المعرفة والقراءة.
وقد صُمم الكلام المشفوع للمساعدة في القضاء على صعوبات اكتساب اللغة الإنجليزية وتطوير مهارات القراءة والكتابة لدى الأطفال الصم أو ضعاف السمع. تُظهر نتائج الأبحاث أن الإشارة الدقيقة والمتسقة مع الطفل يمكن أن تساعد في تطوير اللغة والتواصل والقراءة والكتابة، ولكن هناك جدلاً حول أهميتها واستخدامها. تتناول الدراسات القضايا المتعلقة بتطور مهارات القراءة والكتابة، والتعليم التقليدي للصم، وكيف يؤثر استخدام الكلام المشفوع على حياة الأطفال الصم وضعاف السمع.
يحقق الكلام المشفوع هدفه بالفعل في تمييز الفونيمات كما يتلقاها المتعلم، لكن هناك بعض التساؤلات حول ما إذا كان مفيداً في التعبير كما هو مفيد في الاستقبال. تناقش جاكلين ليبار وخيسوس أليغريا في مقال لهما كيف أن الأطفال الذين يتعرضون للكلام المشفوع قبل سن السنة يتساوون مع أقرانهم السامعين في المفردات الاستيعابية، رغم أن المفردات التعبيرية تتأخر قليلاً. يقترح الكاتبان تدريباً إضافياً ومنفصلاً لتعليم التعبير الشفهي إذا كان هذا مرغوباً، ولكن الأهم من ذلك أن هذا يعكس طبيعة الكلام المشفوع؛ وهو تكييف الأطفال الصم وضعاف السمع مع عالم سامع، حيث إن مثل هذه الفجوات بين التعبير والاستقبال لا تظهر غالباً لدى الأطفال الذين يتعلمون لغة الإشارة.
في ورقتها البحثية بعنوان "العلاقة بين الترميز الفونولوجي والتحصيل القرائي لدى الأطفال الصم: هل الكلام المشفوع حالة خاصة؟" (1998)، تُشير أوسترندر إلى أن "الأبحاث أظهرت باستمرار وجود صلة بين غياب الوعي الفونولوجي واضطرابات القراءة (جينكنز وبوين، 1994)" وتناقش الأساس البحثي لتعليم الكلام المشفوع كوسيلة لدعم الوعي الفونولوجي وتطوير مهارات القراءة والكتابة. وتخلص أوسترندر إلى أن هناك حاجة مبررة لمزيد من الأبحاث في هذه المجالات.
يُفيد محرر مجلة الكلام المشفوع (جارٍ البحث عنه حالياً ولم يُحدد) أن "الأبحاث التي تُشير إلى أن الكلام المشفوع يُحسن بشكل كبير استقبال اللغة المنطوقة لدى الأطفال الصم بشكل عميق تم الإبلاغ عنها سنة 1979 بواسطة غاي نيكولز، وفي سنة 1982 بواسطة نيكولز ولينغ".
وفي كتاب "الخيارات في الصمم: دليل الوالدين لخيارات التواصل"، تكتب سو شوارتز حول كيف يُساعد الكلام المشفوع الطفل الأصم على التعرف إلى النطق. يمكن للطفل أن يتعلم كيفية نطق كلمات مثل "hors d'oeuvre" أو "tamale" أو "Hermione" التي يختلف نطقها عن كتابتها. ويمكنه أن يتعلم عن اللهجات والأساليب المحلية. ففي نيويورك، قد تُنطق كلمة "coffee" على أنها "كَو-في"، وفي الجنوب يمكن أن تكون كلمة "friend" (فريند) مؤلفة من مقطعين: "فراي-إند".

## الجدل حول الكلام المشفوع مقابل لغة الإشارة
لطالما كان موضوع تعليم الصم مثار جدل واسع. هناك استراتيجيتان لتعليم الصم: نهج سمعي/شفهي ونهج يدوي. أولئك الذين يستخدمون السمع-الشفهي يؤمنون بأنه ينبغي تعليم الأطفال الصم أو ضعاف السمع من خلال استخدام السمع المتبقي، والكلام، وقراءة الشفاه. بينما يؤمن المدافعون عن النهج اليدوي بأنه يجب تعليم الصم من خلال استخدام لغات الإشارة، مثل لغة الإشارة الأمريكية (آي إس إل).
ضمن الولايات المتحدة، غالباً ما يناقش مؤيدو الكلام المشفوع هذا النظام كبديل للغة الإشارة الأمريكية واللغات الإشارية المشابهة، رغم أن آخرين يرون أنه يمكن تعلمه بالإضافة إلى هذه اللغات. بالنسبة للمجتمع المستخدم للغة الإشارة الأمريكية، يُعتبر الكلام المشفوع عنصراً فريداً محتملاً لتعلم اللغة الإنجليزية كلغة ثانية. وضمن النماذج ثنائية اللغة والثقافة، لا يستعير الكلام المشفوع إشارات من لغة الإشارة الأمريكية ولا يخترعها، كما أنه لا يسعى إلى تغيير بناء أو قواعد لغة الإشارة الأمريكية. بل يُقدم الكلام المشفوع نموذجاً واضحاً لتعلم اللغة مع الحفاظ على لغة الإشارة الأمريكية دون تغيير.

## اللغات
تم تكييف الكلام المُشار إليه مع أكثر من 50 لغة ولهجة. ومع ذلك، ليس من الواضح عدد اللغات التي يُستخدم فيها فعليًا.
- الأفريكانية
- ألو
- عربي
- البيلاروسية
- البنغالية
- الكانتونية
- الكاتالونية
- التشيكية
- دانماركي
- هولندي
- الإنجليزية (اتفاقيات مختلفة في بلدان مختلفة)
  - الإنجليزية الأمريكية
  - الإنجليزية الأسترالية
  - الإنجليزية البريطانية (الجنوبية القياسية)
  - الإنجليزية الاسكتلندية
  - اللغة الإنجليزية الجنوب أفريقية
  - الإنجليزية الترينيدادية
- الفنلندية [1] والفنلندية السويدية (نفس الاتفاقيات)
- فرنسي
  - الفرنسية الكندية
  - الفرنسية (فرنسا) ( Langage parlé complété, LPC )
- الألمانية
  - الألمانية (ألمانيا) ( phonembestimmes Manualsystem "نظام الدليل الصوتي"
  - اللغة الألمانية السويسرية
- اليونانية
- الغوجاراتية
- الهاوسا
- هاواي
- العبرية
- الهندوستانية
  - الهندية
  - الأردية
- المجرية
- إيدوما
- إيجبو
- إيطالي
- اليابانية
- كيلوبا وكيتوبا (نفس الاتفاقيات)
- كوري
- لينغالا
- الملغاشية
- الملايو
  - الإندونيسية
  - ماليزي
- المالايالامية
- المالطيون
- الماندرين
- الماراثية
- نافاجو
- أوديا
- بولندي
- البرتغالية
  - البرتغالية البرازيلية
  - البرتغالية الأوروبية ( Português Falado Complementado )
- البنجابية (لهجة لاهور)
- الروسية
- الصربية الكرواتية
- سيتسوانا
- شونا
- الصومالية
- الإسبانية ( Método Oral Complementado, MOC )
- السواحيلية
- السويدية (السويد)
- التاغالوغية/الفلبينية
- التيلجو
- التايلاندية
- تشيلوبا
- التركية
- الأوكرانية
- اليوروبا

وقد تم استخدام أنظمة مماثلة للغات أخرى، مثل أبجدية الحركة المساعدة في بلجيكا وأبجدية باغشيبان اليدوية الصوتية للغة الفارسية . 

## روابط خارجية

### المنظمات
- الرابطة الوطنية للكلام الموجه في الولايات المتحدة الأمريكية (NCSA)
- مسائل اللغة (LMI)
- الكلام الموجه في المملكة المتحدة
- وحدة الاختبار والتقييم والشهادات (TECUnit) هيئة الاختبار الوطنية للغة الإشارة في الولايات المتحدة
- Cue Everything شاهد أحدث مقاطع الفيديو الخاصة بالكلام الموجه وسبب شهرتها
- نشرة إخبارية من NCSA
- DailyCues.com نسخة محفوظة 2020-08-11 على موقع واي باك مشين. موارد متابعة تطوير المهارات والتدريب التي تتميز بـ Cuer Connector و Word Generators
- SPK KIU SPK Pertuturan KIU
- Pemulihan Dalam Komuniti (PDK) KIU - إعادة التأهيل المجتمعي (CBR)

### دروس تعليمية ومعلومات عامة
- اكتشاف الكلام المُوجَّه/CuedSpeech.com - مكتبة NCSA. بعض المعلومات العامة وكيفية دمج الكلام المُوجَّه بفعالية.
- DailyCues.com - الأخبار، وقاموس Cued الإنجليزي، وقاعدة بيانات Cuer، وموارد التعلم - بعضها مجاني على الإنترنت.
- learntocue.co.uk - موارد الوسائط المتعددة لتعلم الكلام المُلَحّ (الإنجليزية البريطانية)
- فيلم وثائقي قصير من NCSA - فيديو مدته عشر دقائق يشرح الكلام المُوجَّه. يتضمن صوتًا، ولغة الإشارة الأمريكية، وترجمة، وبعض التلميحات.
- فن الإشارة - دورة مجانية موسعة لتعلم الإشارة إلى اللهجات الأمريكية في اللغة الإنجليزية، تحتوي على عينات فيديو QuickTime.

### اللغات المُشار إليها غير الإنجليزية
- البرتغالية Cued: Português Falado Complementado
- الإسبانية المُتقنة: Método Oral Complementado (MOC)
- الفرنسية Cued: لغة Parlé Complété (LPC)
- اللغة البولندية المُشار إليها: Fonogesty
- اللغة الفارسية
- اللغة الفنلندية المائلة
- لغة الملايو